# Torri di Latemar
Le Torri del Latemar (Latemartürme in tedesco - 2.814 m s.l.m.), sono una cresta montuosa delle Dolomiti di Fiemme nelle Dolomiti. Appartengono al Gruppo del Latemar che si trova in Trentino-Alto Adige.
La cresta si estende dalla Forcella dei Campanili (2600 m) alla Forcella Grande (2620 m) presso il Bivacco M. Rigatti. In questa fascia troviamo le vette più alte del massiccio del Latemar, ma nonostante ciò non sono le più conosciute e frequentate. Si dividono in Torri Occidentali o Westliche Latemartürme (dalla Forcella dei Campanili alla Forcella Diamantidi) e Torri Orientali o Östliche Latemartürme (dalla Forcella Diamantidi alla Forcella Grande).

## Vette Principali
| Nome Torre                              | Settore     | Altitudine in metri |
| --------------------------------------- | ----------- | ------------------- |
| Cimon del Latemar o Torre Diamantidi    | Orientale   | 2846                |
| Torre Christomannos (o Torre Orientale) | Orientale   | 2800                |
| Prima Torre Occidentale                 | Occidentale | 2814                |
| Seconda Torre Occidentale               | Occidentale | 2760                |
| Terza Torre Occidentale                 | Occidentale | 2710                |